# Pieter Borselaer

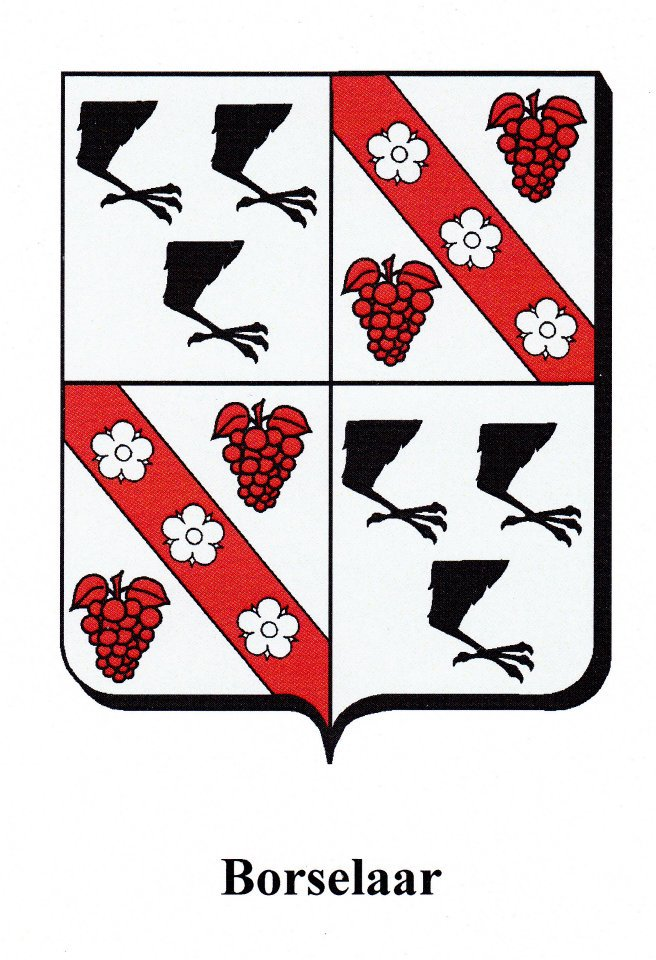
Wappen der Familie Bostelaar; ältere Schreibweise Borselaer. Niederländische Adels- und Patrizierfamilie

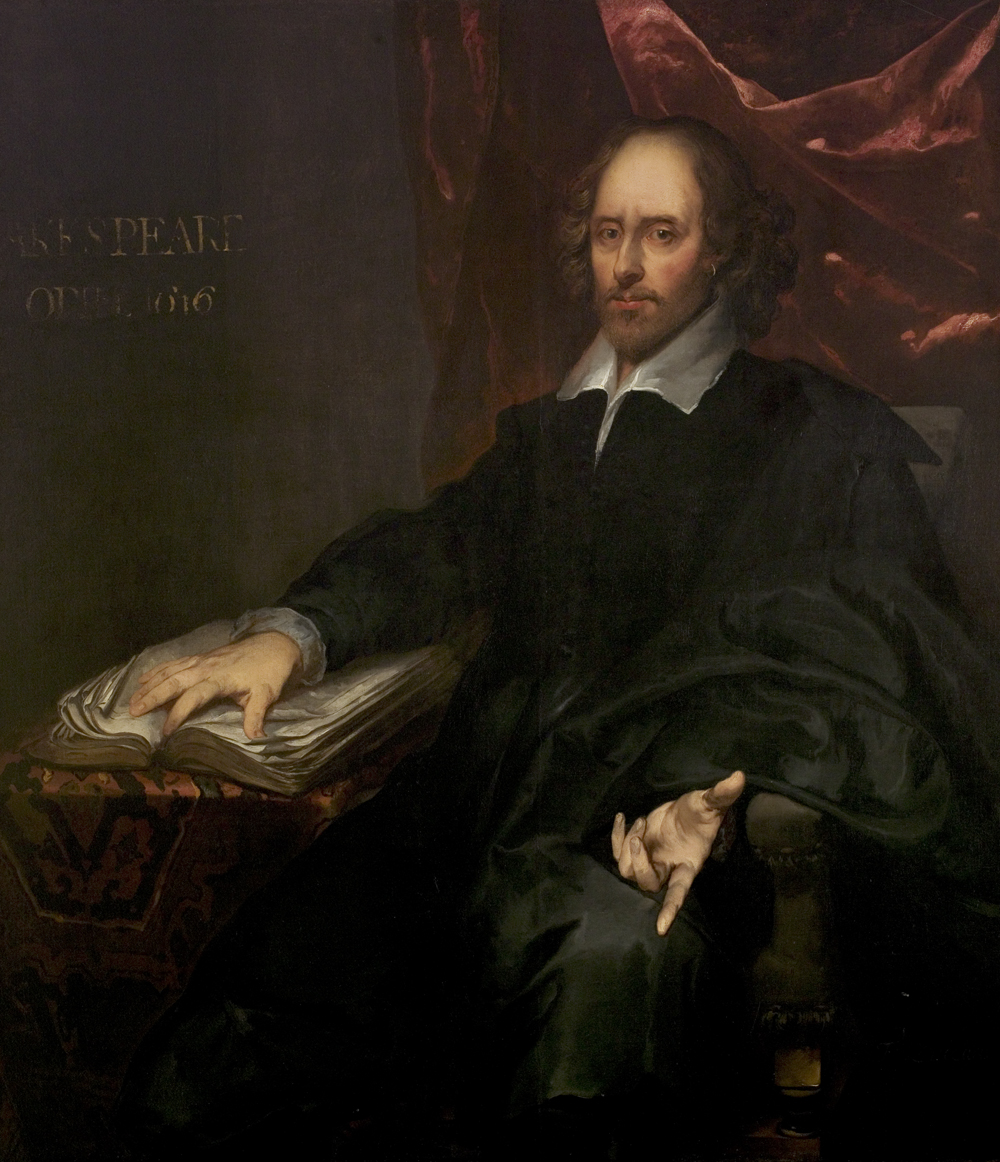
Das Borselaer zugeschriebene sogenannte Chesterfield-Porträt von William Shakespeare, um 1668.

Pieter Borselaer, auch Pieter Borsseler, (* um 1640 in Middelburg; † nach 1717) war ein niederländischer Porträtmaler, der in der zweiten Hälfte des 17. Jahrhunderts hauptsächlich in Großbritannien tätig war.

## Biographie
Pieter Borselaer entstammt der alteingesessenen Adels- beziehungsweise Patrizierfamilie Borselaer (spätere Schreibweise: Bostelaar) von Middelburg. Seine Eltern waren Cornelis Pieters Borselaer (Geboren am 26. Dezember 1619) und Catelijntje Cornelis. Zwischen 1651 und 1654 hielt er sich als Schüler von Thomas Willeboirts Bosschaert in Antwerpen auf. Dokumentiert ist, dass sich Borselaer im Jahr 1665 in England aufhielt. Dort malte er bis in das Jahr 1679 hauptsächlich Porträts von englischen Adligen. Ein Beispiel ist das um 1668 entstandene Chesterfield-Porträt von William Shakespeare, welches Borselaer zugesprochen wird. Vorlage für das posthume Werk war vermutlich das Chandos-Porträt.
Für die Jahre 1681 bis 1684 ist ein Aufenthalt in Den Haag dokumentiert, doch besteht keine Kenntnis über künstlerische Tätigkeiten. Um das Jahr 1684 befindet sich Borselaer wieder in seiner Geburtsstadt Middelburg, wo er vermutlich bis zu seinem Tod lebte. Im Jahr 1717 findet sich ein Eintrag seines Namens im „Privilegieboek“ der St. Lucasgilde zu Middelburg mit dem Familienwappen. Dies liefert uns einen Terminus post quem für sein Sterbedatum. Weitere Tätigkeiten sind nicht bekannt. 
Pieter Borselaers frühstes bekanntes Werk ist auf das Jahr 1664 datiert; mit dem 1665 entstandenen Porträt von William Dugdale erreichte er seinen Durchbruch. Weitere Werke Borselaers sind die Porträts von Orlando Bridgman und von der Familie Hoby (Bisham Abbey); von Lady Mary Bruce, Königin Catherine von Braganza und Samuel Butler (National Portrait Gallery, London); von Admiral Cornelis Tromp sowie das Porträt einer englischen Witwe (Rijksmuseum Amsterdam). Bekannt war er für seinen melancholischen Stil und nüchternen Charakter.